# 2021年—2022年香港熊市
2021年－2022年香港熊市是由2021年2月起投資者憂慮中國大陸對互聯網企業、教育、房地產、海外上市的中概股等多個行業的監管措施，以及恆大債務危機加劇的房地產市場違約潮帶來的經濟衰退，再加上2022年2月下旬爆發的俄烏戰爭，而同期間自2022年2月上旬春節後香港第5波疫情急速惡化，加速了大市跌勢，恒生指數由2021年2月18日最高的31183.36點下跌至2022年10月31日最低的14597.31點，跌幅達53.19%，跌至2009年4月28日以來最低；期間恒生科技指數更由11001.78點急跌75.27%至2720.38點的歷史新低，多家中國大陸房地產企業（內房股）跌幅更大，儘管同期未為其他股票市場（包括中國大陸）帶來顯著下跌，相反美國的道瓊斯工業指數、納斯達克指數更屢創新高。2023年歐美、日本、台灣等地的股市都在按年錄得升幅下，香港股市卻是全球表現最差，恆生指數在2023年繼續下跌，全年下跌2734點，跌幅高達13.82%，香港股市在2023年並沒有結束熊市，成為歷來持續年期最長的跌市。

## 時序
2021年6月30日，滴滴出行在紐約證券交易所上市，惟上市後兩天（7月2日）就被網信辦因違反國家數據安全而審查，暫停新用戶註冊，應用程式隨後被下架。
2021年7月22日（星期四），市場流傳中國大陸將對滴滴出行作出進一步懲罰，包括罰款甚至要求退市，當日股價大跌11.3%。
2021年7月23日（星期五），市場流傳中國大陸將發佈《關於進一步減輕義務教育階段學生作業負擔和校外培訓負擔的意見》（雙減政策），當日多隻教育股暴跌，新東方更一度急跌五成。
2021年7月26日（星期一），工信部啟動互聯網行業專項整治行動，當日互聯網相關藍籌股暴跌，恒生指數全日大跌1129.66點，收報26192.32點，教育股亦連續兩個交易日暴跌。
2021年7月27日（星期二），互聯網相關藍籌股延續上日跌勢，市場憂慮中國大陸對其他行業實施監管，恒生指數再大跌1105.89點，收報25086.43點，同日中國恆大因應債務危機暫停取消特別分紅，評級機構亦下調其評級，令內房及物管股急跌。
2021年8月23日（星期一），恒生指數出現「死亡交叉」，其50天線跌穿250天線。
2021年9月14日（星期二），中國恆大財務狀況顯著惡化，未能按期履行為第三方發行理財產品提供的人民幣9.34億元擔保責任，更表示「無法保證繼續履行有關融資及其他合同下的財務義務」 ，當日、9月16日及20日中國恆大與多家內房股股價均大跌超過一成。
2021年10月起，中國恆大以外在港上市的內房股陸續出現違約事件，包括花樣年、佳兆業、中國奧園、世茂集團、禹洲集團等，令相關企業股價頻密大跌甚至停牌。
2022年3月14日（星期一），因應俄烏局勢緊張、市場憂慮在美國上市的中概股面臨除牌風險及騰訊違反洗錢監管政策，恒生指數大跌1022.13點，收報19531.66點，累積跌幅最大的科技股及內房股為重災。翌日（3月15日星期二）延續上日的恐慌性拋售，恒生指數再跌1116.58點，收報18415.08點。
2022年3月16日（星期三），國務院及銀保監分別表明支持企業境外上市及香港金融市場健康發展，港股報復式反彈，恒生指數急升1672.42點，收報20087.50點，恒生科技指數更單日急升22%。翌日（3月17日星期四）延續上日的報復式反彈，恒生指數再升1413.73點，收報21501.23點。
2022年10月，恆生指數一度跌至14769點，比1997年7月香港主權由英國移交到中國時的16365點更低，其後雖有反彈，但在2023年繼續積弱，12月8日報16365點，接著的2024年1月份，恆生指數跌多升少，在1月跌破一萬五千點的水平，雖有評論員認為港股已經超賣，但亦有市場界人士認為恆指的持續下跌只是在中港融合的過程中消除過往的相對溢價。